# Назиров, Обид Назирович
Обид Назирович Назиров (узб. Nazirov Obid Nazirovich, родился 18 февраля 1938 г. в Паркентском районе Ташкентской области.) — председатель Госкомспорта в 1990—1992 годов, Президент Национального олимпийского комитета в 1992—1994 годов, мастер спорта по вольной борьбе, заслуженный работник физической культуры и спорта, заслуженный спортсмен Республики Узбекистан.

## Биография
Родился 18 февраля 1938 году в Паркентском районе Ташкентской области.
Мастер спорта по вольной борьбе, заслуженный работник физической культуры и спорта, заслуженный спортсмен Республики Узбекистан.
Обид Назирович был председателем Госкомспорта в 1990—1992 годов, потом его назначили на пост президента Национального олимпийского комитета в 1992—1994 годов. За время его руководства Комитетом построен спорткомплекс «Трудовые резервы» в Ташкенте (ныне спорткомплекс МХСК Министерства обороны республики). Спортсмены Узбекистана в 1992 году достойно представляли страну на XXV Олимпийских играх в Барселоне (Испания) в составах сборных команд СНГ, где Оксана Чусо витина и Розия Галиева по спортивной гимнастике, Марина Шмонина по легкой атлетике завоевали золотые медали, тяжелоатлет Сергей Сырцов и стрелок Анатолий Асролбоев стали серебряными призёрами, а фехтовальщик Валерий Захаревич стал бронзовым призёром.